# Meskwaki

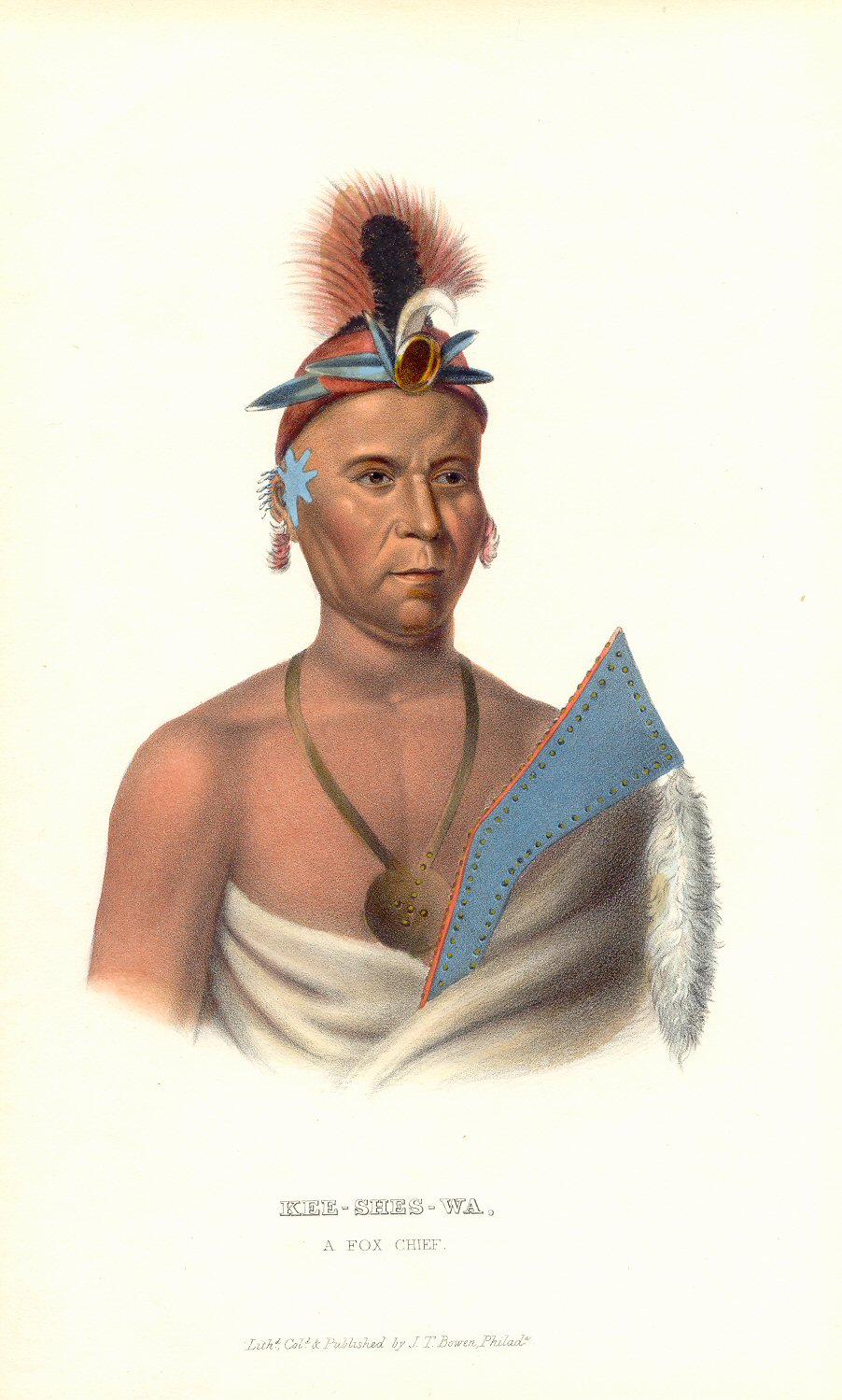
"Kee-shes-wa, A Fox Chief", de History of the Indian Tribes of North America, (1836–1844, tres volúmenes)

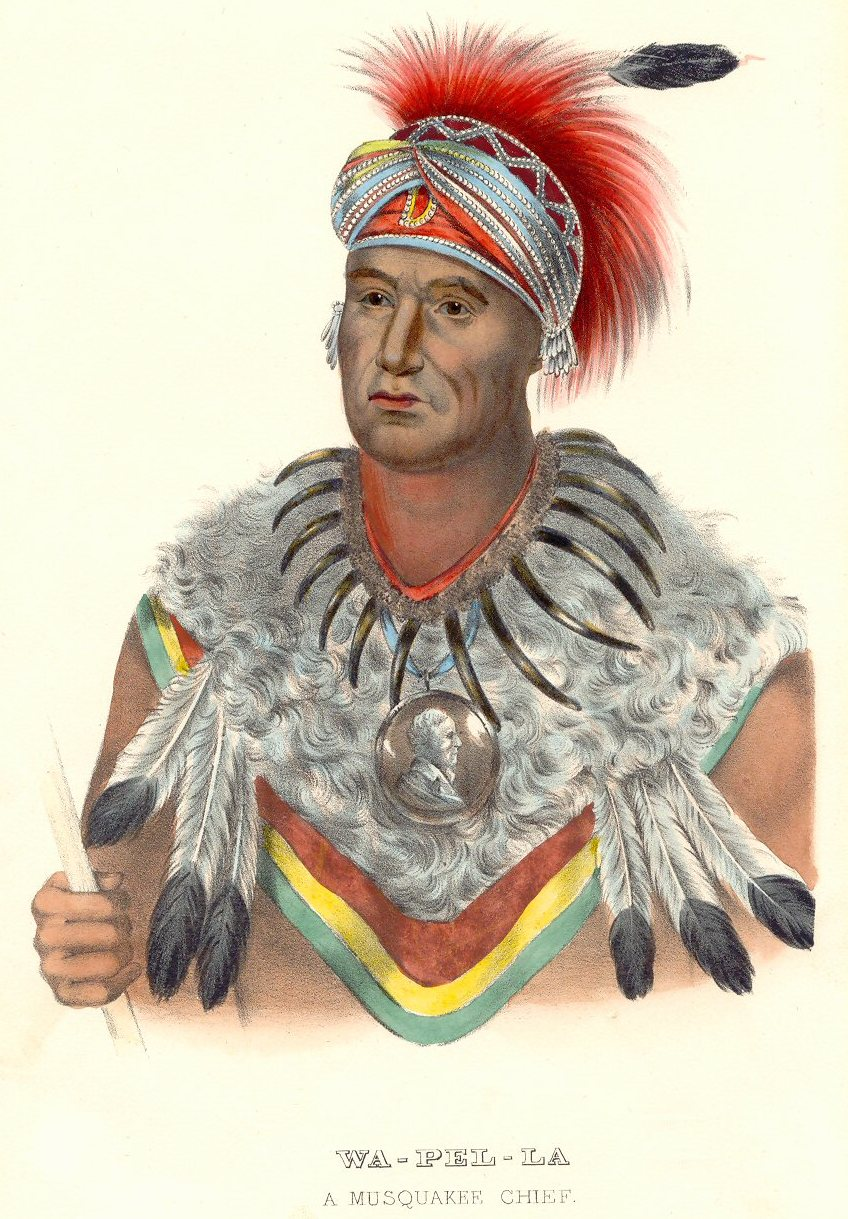
Jefe Wapello: "Wa-pel-la the Prince, Musquakee Chief", History of the Indian Tribes of North America

Los meskwaki o mesquaki, también conocidos por el exónimo europeo fox, son un pueblo nativo estadounidense. Han estado estrechamente vinculados al pueblo sauk de la misma familia lingüística, por lo que conjuntamente han sido llamados "sac y fox". En el idioma meskwaki, se autodenominan Meshkwahkihaki, que significa "los de tierra roja". Históricamente, sus patrias originales estaban en la región de los Grandes Lagos. La tribu se unió en el valle del río San Lorenzo en lo que hoy es Ontario, Canadá. Bajo las presiones de los colonos franceses, emigraron al lado sur de los Grandes Lagos al territorio hoy correspondiente a los estados de Míchigan, Wisconsin, Illinois e Iowa.
Los meskwaki sufrieron guerras dañinas con los franceses y sus aliados nativos americanos a principios del siglo XVIII, y una en 1730 diezmó a la tribu. La colonización y el asentamiento euroamericano se llevaron a cabo en los Estados Unidos durante el siglo XIX y forzaron a los meskwaki/fox hacia el sur y el oeste hacia las praderas de hierbas altas en el medio oeste estadounidense. En 1851, la legislatura del estado de Iowa aprobó una inusual ley para permitir que los fox compraran tierras y permanecieran en el estado. Otros sac y fox fueron trasladados a territorio indio en lo que se convirtió en Kansas, Oklahoma y Nebraska. En el siglo XXI, dos tribus de "Sac y Fox" reconocidas a nivel federal tienen reservas y una tiene un asentamiento.

## Etimología
El nombre se deriva del mito de la creación meskwaki, en el que su héroe cultural, Wisaka, creó a los primeros humanos a partir de arcilla roja. Se llamaron a sí mismos Meshkwahkihaki en idioma meskwaki, que significa "los de tierra roja".
El nombre fox más tarde se derivó de un error francés durante la era colonial: al escuchar a un grupo de indios identificarse como "fox", los franceses aplicaron lo que era un nombre de clan a toda la tribu que hablaba el mismo idioma, llamándolos "les Renards". " Posteriormente, los ingleses y los angloamericanos adoptaron el nombre francés, utilizando su traducción al inglés como "fox". Este nombre también fue utilizado oficialmente por el gobierno de los Estados Unidos a partir del siglo XIX.[cita requerida]

### Etnobotánica
Históricamente, los meskwaki usaban Triodanis perfoliata como emético en las ceremonias tribales para "enfermarse todo el día", fumándolo en la purificación y otros rituales espirituales. Usaban Symphyotrichum novae-angliae para revivir a personas inconscientes, y con raíces de Agastache scrophulariifolia preparaban una infusión como diurético, utilizando también medicinalmente un compuesto de los brotes de la planta. Comen crudos los frutos de Viburnum prunifolium y los cocinan en una mermelada. Convierten las flores de Solidago rigida en una loción y las usan en las picaduras de abejas y para las caras hinchadas.

## Historia

Firma meskwaki de un zorro en la Gran Paz de Montreal.

Los meskwaki son de origen algonquino del área cultural prehistórica del período Woodland . El idioma meskwaki es un dialecto del idioma Sauk-Fox-Kikapú hablado por los pueblos sauk, meskwaki y kikapú, dentro de la familia de lenguas algonquinas.
La Primera Guerra Fox con los franceses duró de 1712 a 1714. Esta fue de naturaleza puramente económica, ya que los franceses querían derechos para usar el sistema fluvial para obtener acceso al río Misisipi. Después de la Segunda Guerra Fox de 1728, los meskwaki se redujeron a unas 1500 personas. Encontraron refugio con los sauk, pero la competencia francesa los llevó a esa tribu. En la Segunda Guerra Fox, los franceses aumentaron su presión sobre la tribu para obtener acceso a los ríos Fox y Wolf. Novecientos fox (alrededor de 300 guerreros y el resto en su mayoría mujeres y niños) intentaron escapar en Illinois para llegar a los ingleses e iroqueses al este, pero fueron superados en número por una fuerza combinada de franceses y cientos de nativos americanos aliados. El 9 de septiembre de 1730, la mayoría de los guerreros fox fueron asesinados; muchas mujeres y niños fueron llevados cautivos a la esclavitud india o asesinados por los aliados franceses.

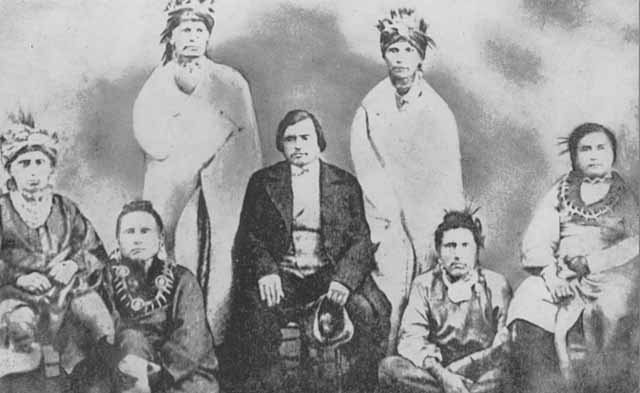
Fotografía de 1857 de los "indios mesquakie responsables del establecimiento del asentamiento de Meskwaki" en el condado de Tama en Iowa.

En 1896 el estado de Iowa cedió al gobierno federal toda la jurisdicción de las reservas indias existentes a los meskwaki.

## Tribus contemporáneas
Hoy en día, las tres tribus Sac y Fox reconocidas a nivel federal son:
- Nación Sac y Fox, con sede en Stroud, Oklahoma;
- Sac y Fox del Misisipi en Iowa, con sede en Tama, Iowa; y
- Nación Sac y Fox del Misuri en Kansas y Nebraska, con sede en Reserve, Kansas.